# Вила (пам'ятка природи)
Вила — гідрологічна пам'ятка природи місцевого значення. Об'єкт розташований на території Новомиргородського району Кіровоградської області, поблизу с. Миролюбівка.
Площа — 5 га, статус отриманий у 1995 році.